# Contea di Mercer (Pennsylvania)
La contea di Mercer (in inglese Mercer County) è una contea dello Stato della Pennsylvania, negli Stati Uniti. La popolazione al censimento del 2000 era di 120 293 abitanti. Il capoluogo di contea è Mercer.

## Geografia
La contea si trova nel nord-ovest dello Stato, al confine con l'Ohio. È costituita da dolci colline sull’altopiano degli Allegheny. I principali corsi d’acqua sono i fiumi Shenango e Little Shenango, lo Shenango River Lake e il Lake Wilhelm, che è circondato dal Maurice K. Goddard State Park.

### Contee confinanti
- Contea di Crawford - nord
- Contea di Venango - est
- Contea di Butler - sud-est
- Contea di Lawrence - sud
- Contea di Mahoning (Ohio) - sud-ovest
- Contea di Trumbull (Ohio) - ovest

## Storia
La contea fu istituita nel 1800 e prese il nome da Hugh Mercer, generale della guerra d’indipendenza americana.

## Municipalità

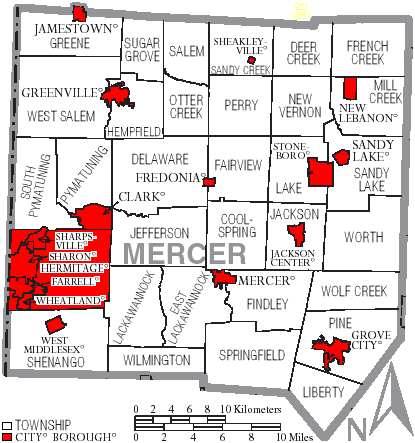
La mappa indica le città (cities) ed i distretti (boroughs) in rosso, le township in bianco, e i Census-designated place in blu

Per la legge della Pennsylvania, esistono quattro tipi di municipalità incorporate: città (cities), distretti (boroughs), township, e, in almeno due casi, paesi (towns). Le seguenti città, distretti e township si trovano nella contea di Butler:

### City
- Farrell
- Hermitage
- Sharon

### Borough
- Clark
- Fredonia
- Greenville
- Grove City
- Jackson Center
- Jamestown
- Mercer (capoluogo)
- New Lebanon
- Sandy Lake
- Sharpsville
- Sheakleyville
- Stoneboro
- West Middlesex
- Wheatland

### Township
- Coolspring
- Deer Creek
- Delaware
- East Lackawannock
- Fairview
- Findley
- French Creek
- Greene
- Hempfield
- Jackson
- Jefferson
- Lackawannock
- Lake
- Liberty
- Mill Creek
- New Vernon
- Otter Creek
- Perry
- Pine
- Pymatuning
- Salem
- Sandy Creek
- Sandy Lake
- Shenango
- South Pymatuning
- Springfield
- Sugar Grove
- West Salem
- Wilmington
- Wolf Creek
- Worth

### Census-designated place
- Lake Latonka
- Reynolds Heights